# Kleine duivenkervel
De kleine duivenkervel (Fumaria parviflora)  is een eenjarige plant uit de papaverfamilie (Papaveraceae). De soort komt van nature voor in West-, Midden- en Zuid-Europa, Noordwest-Afrika, Zuidwest-Azië en op de Azoren, de Canarische eilanden en Madeira en is verder verspreid naar Australië en Noord-Amerika. Het aantal chromosomen is 2n = 32.
De grijsgroene plant wordt 15-40 cm hoog en is vanaf de grond sterk vertakt. De kantige stengels zijn vaak liggend. Het blad is twee- tot drievoudig geveerd met lijnvormige blaadjes. De onderste blaadjes zijn vaak vrij lang. 
De kleine duivenkervel bloeit vanaf juni tot in september met witte of iets roze, 3-8 mm grote bloemen, waarvan de bloembladen vaak een donkerpaarse top hebben. De bloeiwijze is een korte en vrij losse tros. De ovale, getande kelkblaadjes zijn iets breder dan het steeltje.
De vrucht is een bolvormig nootje met een fijn korrelig oppervlak en een spitse top. 

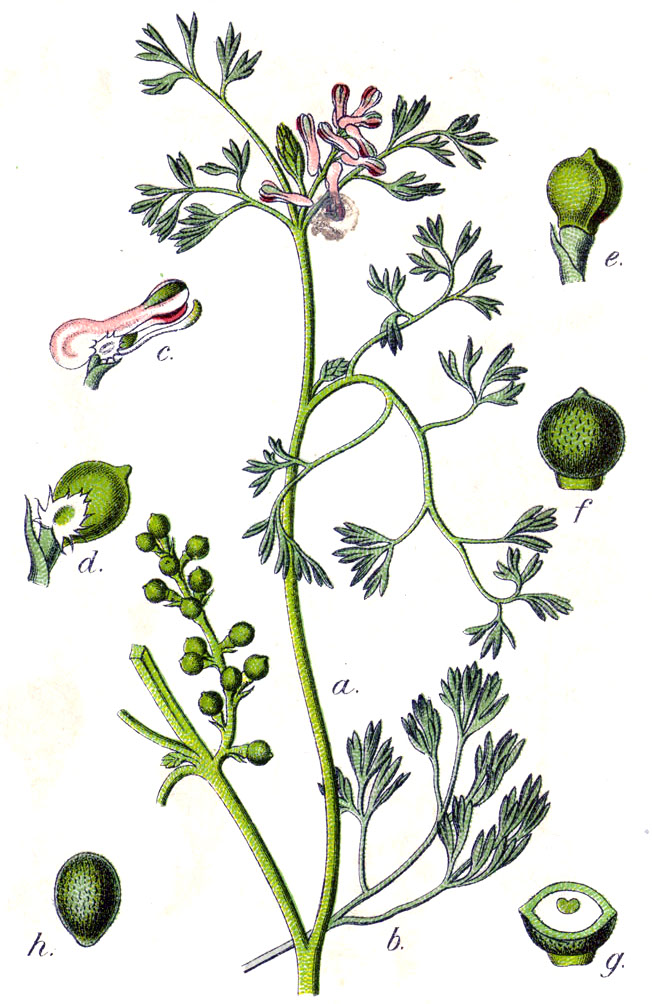
Illustratie van Jacob Sturm
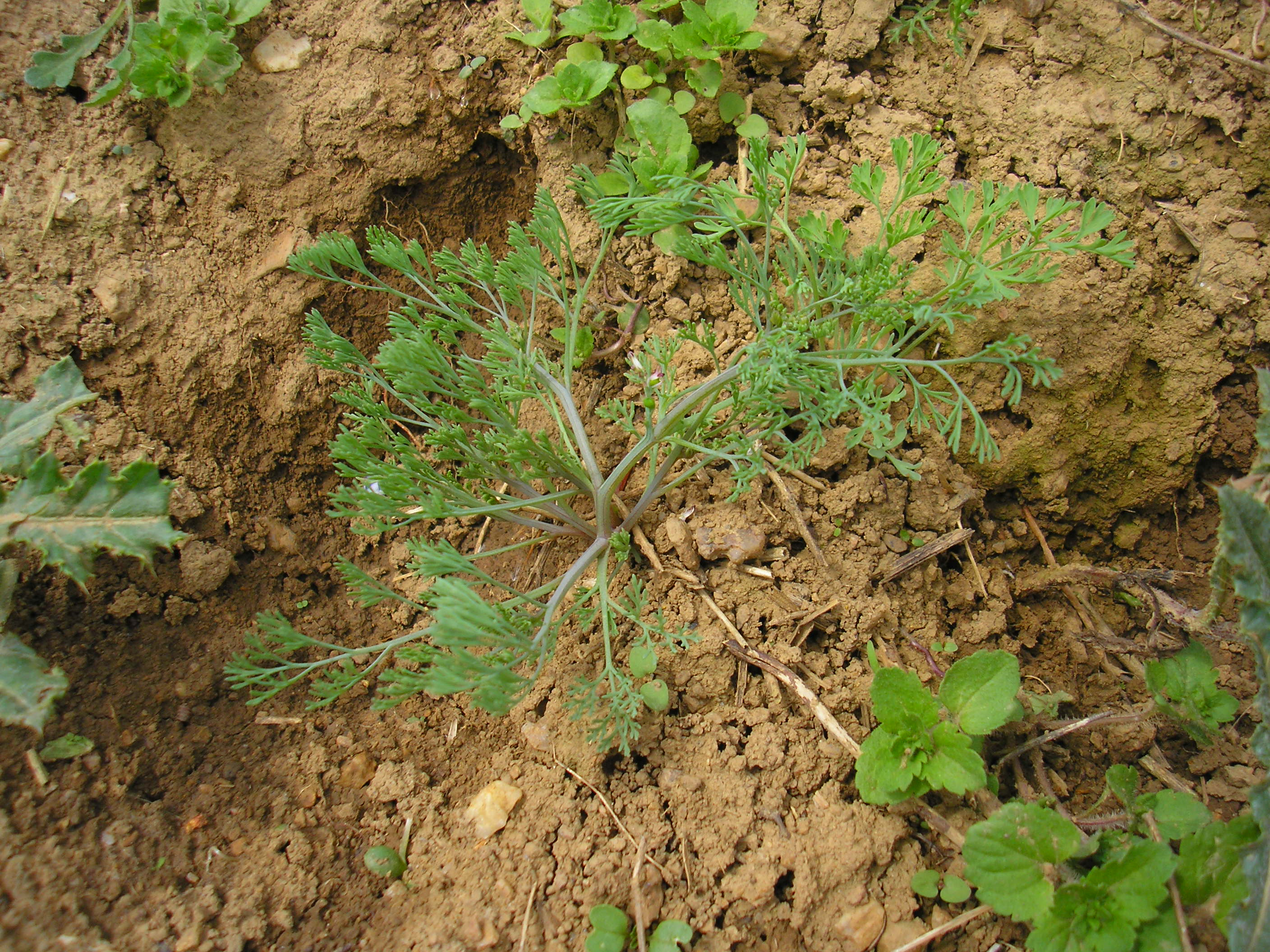
Plant
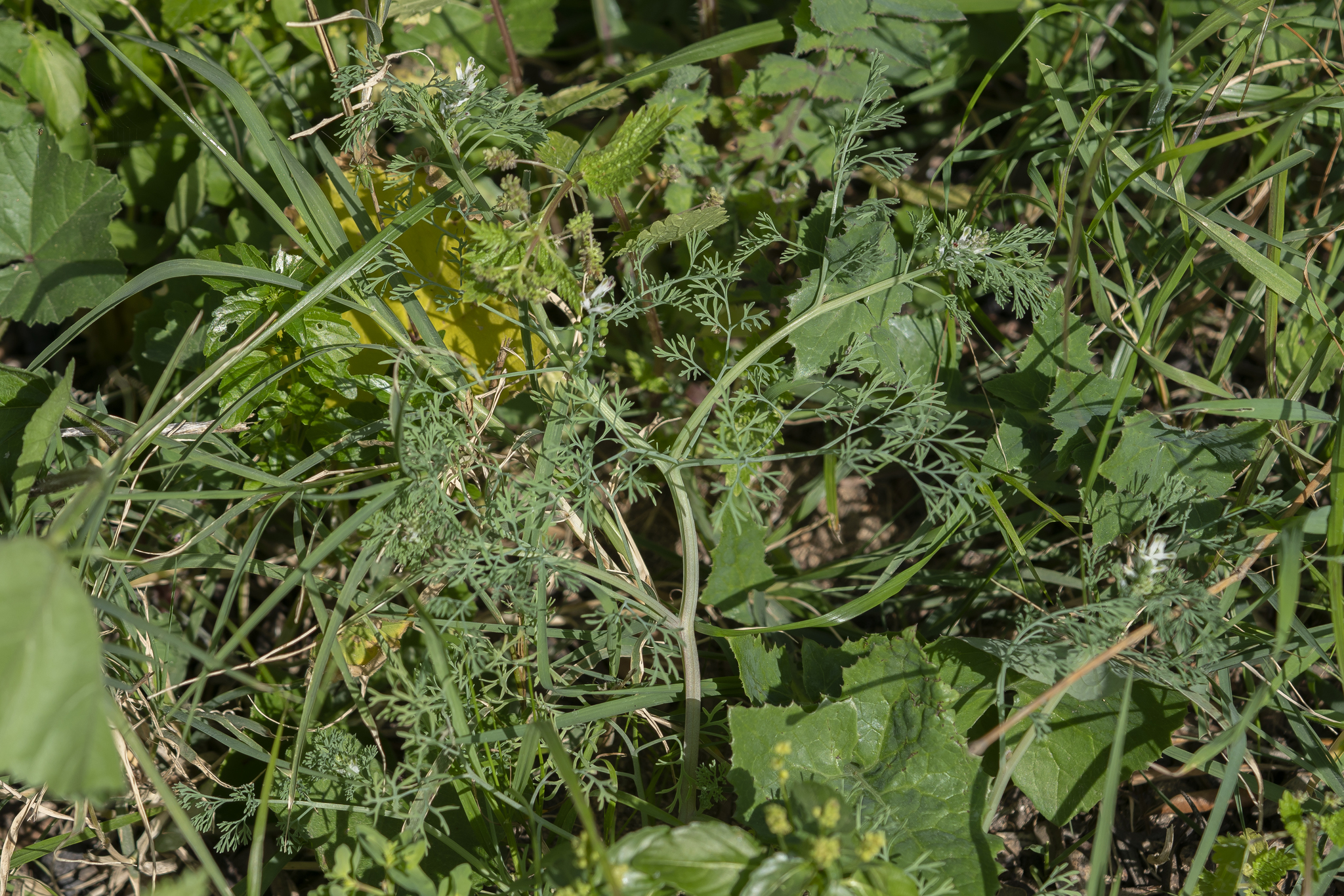
Stengel
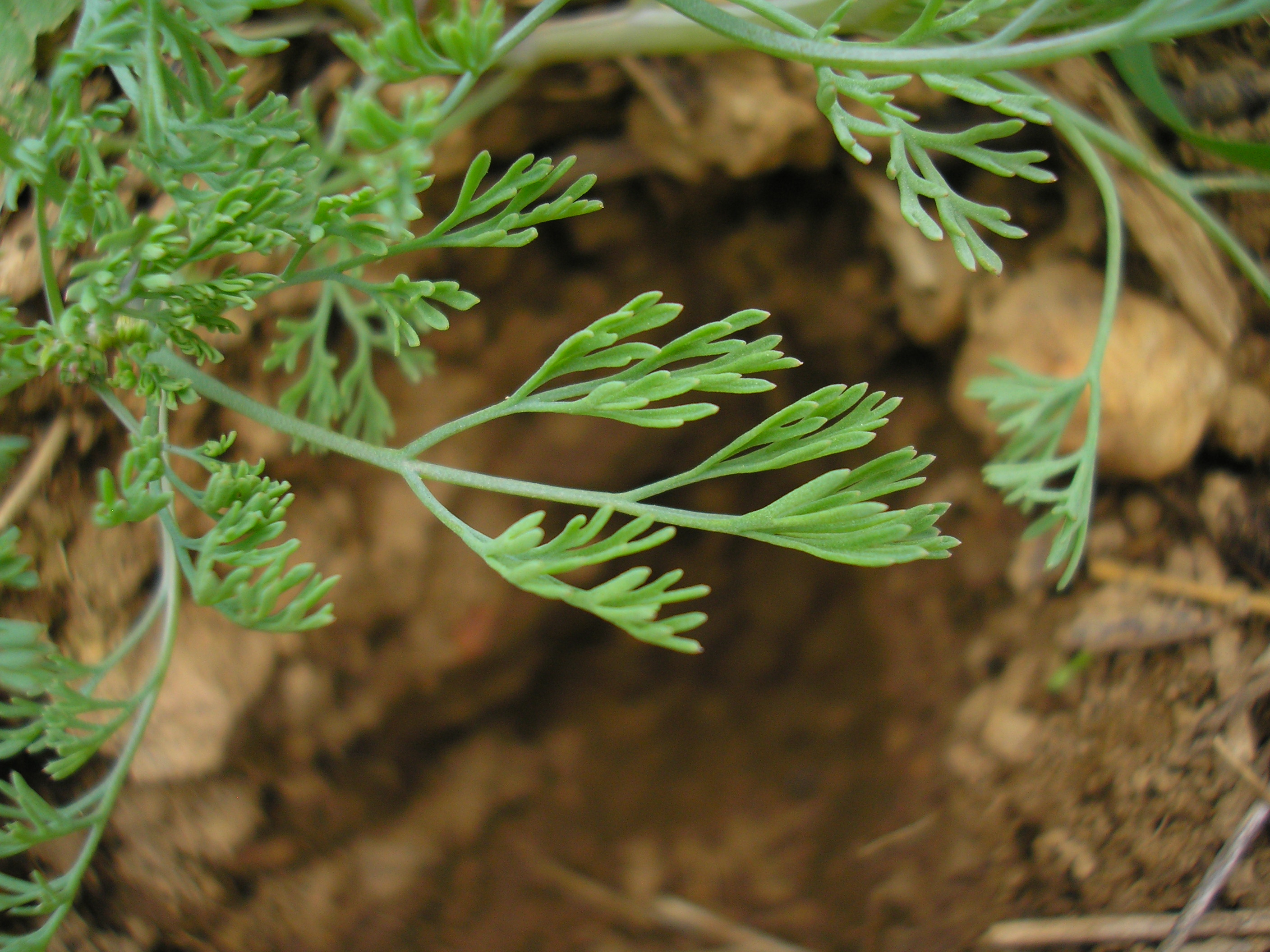
Blad
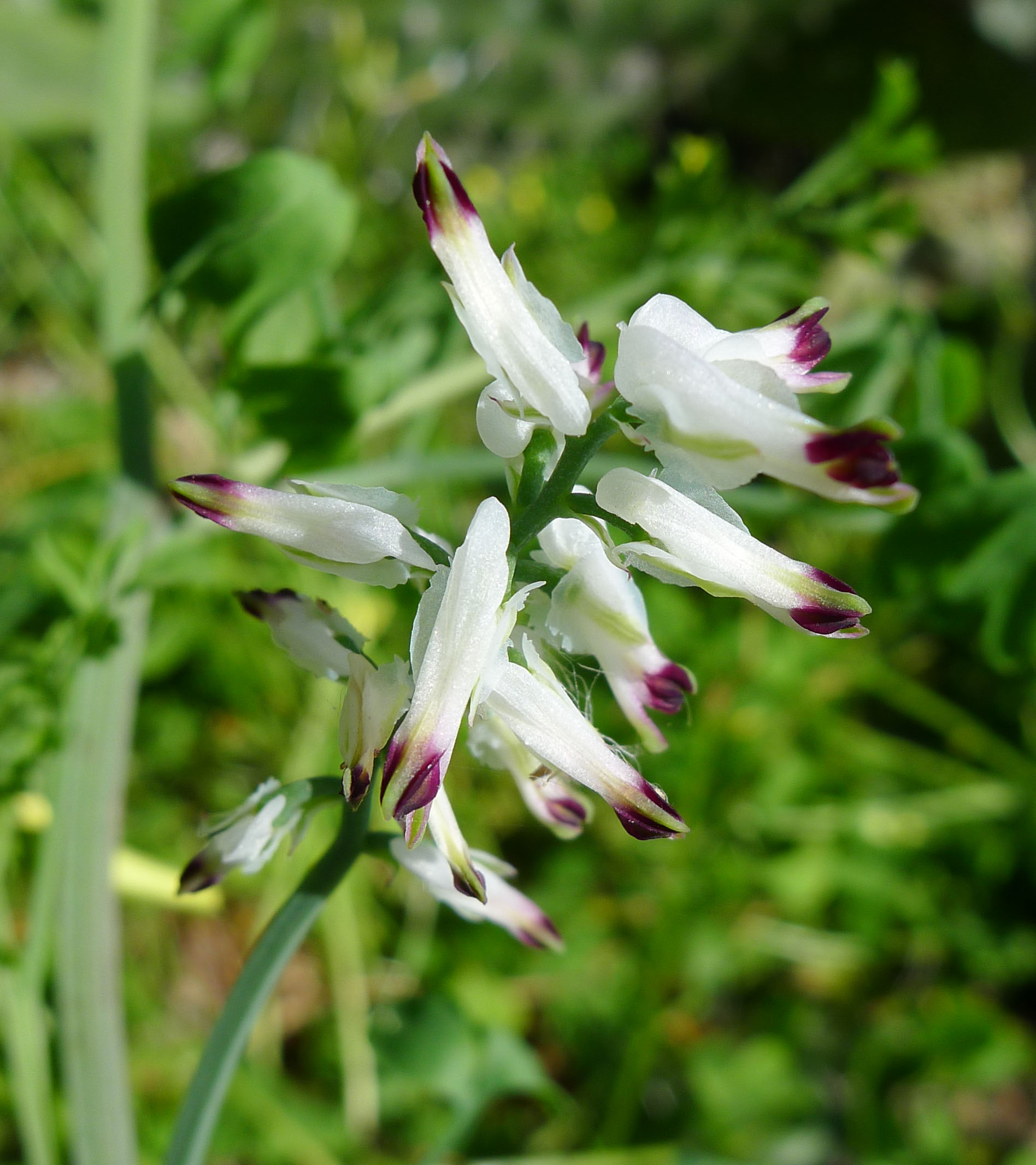
Bloeiwijze
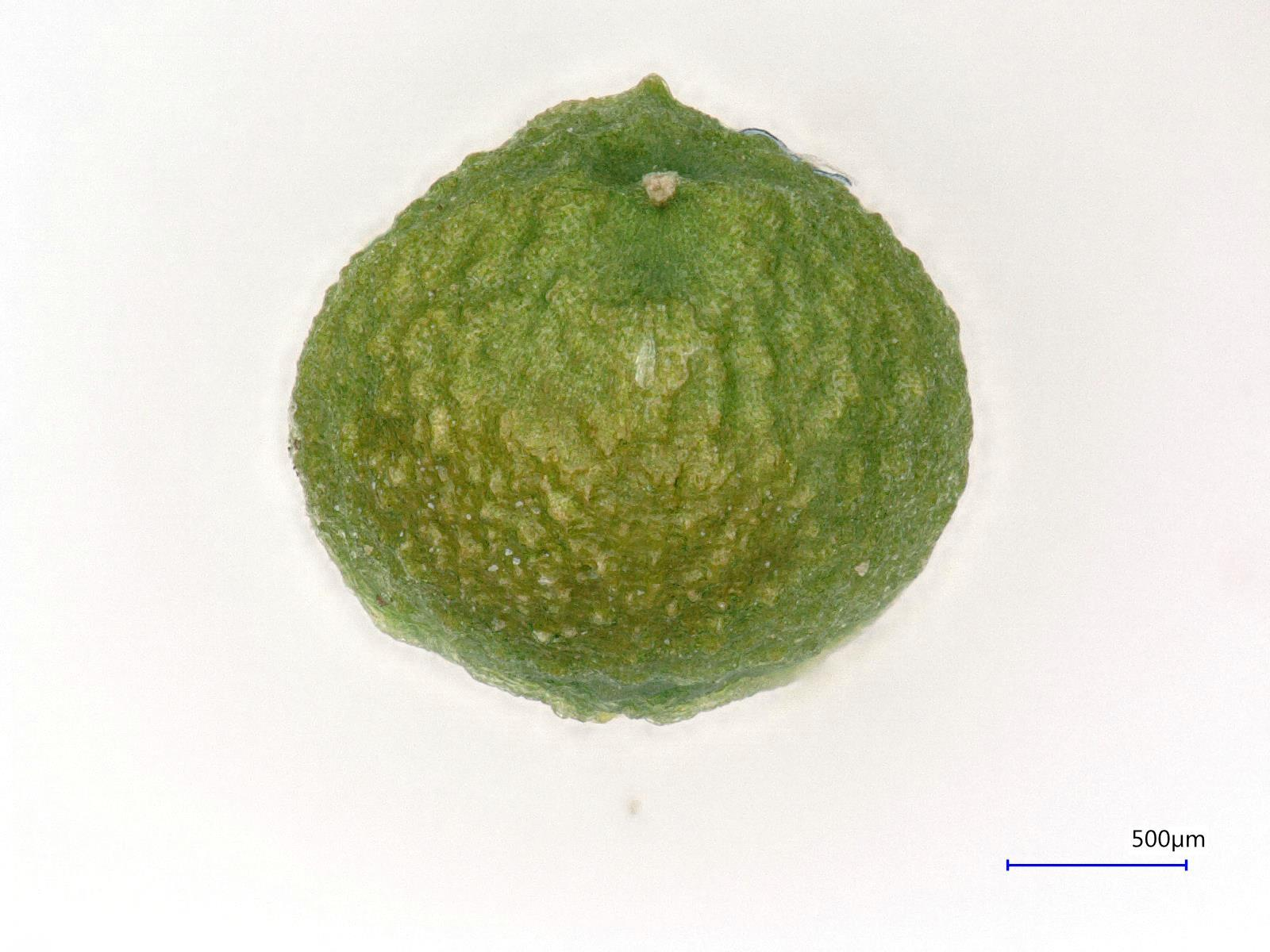
Vrucht

De kleine duivenkervel komt voor op matig droge tot vochthoudende, matig voedselrijke, kalkhoudende grond op akkers, muren, wallen, puinhopen en in verstoorde grond.